# Osservatorio Leuschner
L'Osservatorio Leuschner, originariamente chiamato Osservatorio degli Studenti (in inglese: Students' Observatory), è un osservatorio astronomico gestito congiuntamente dall'Università della California - Berkeley e dalla San Francisco State University. Fu costruito nel campus di Berkeley nel 1886, e per molti anni è stato diretto dall'astronomo Armin Otto Leuschner, al quale nel 1951 l'osservatorio fu dedicato. Nel 1965 è stato trasferito presso la sua sede attuale, nella cittadina di Lafayette. Nel 2012 il dipartimento di fisica e astronomia della San Francisco State ne è diventato partner.
Attualmente l'osservatorio possiede due telescopi operativi. Uno è un telescopio ottico da 76 cm, equipaggiato con un CCD per le osservazioni nello spettro visibile e un rilevatore di infrarossi per l'astronomia dell'infrarosso. L'altro è un radiotelescopio da 3,7 metri utilizzato in supporto ad un corso universitario di radioastronomia. L'osservatorio è stato usato per eseguire ricerche astronomiche professionali, come la determinazione delle orbite dei corpi minori del sistema solare nei primi anni del Novecento, o gli studi sulle supernove fra gli anni '80 e '90.

## Storia

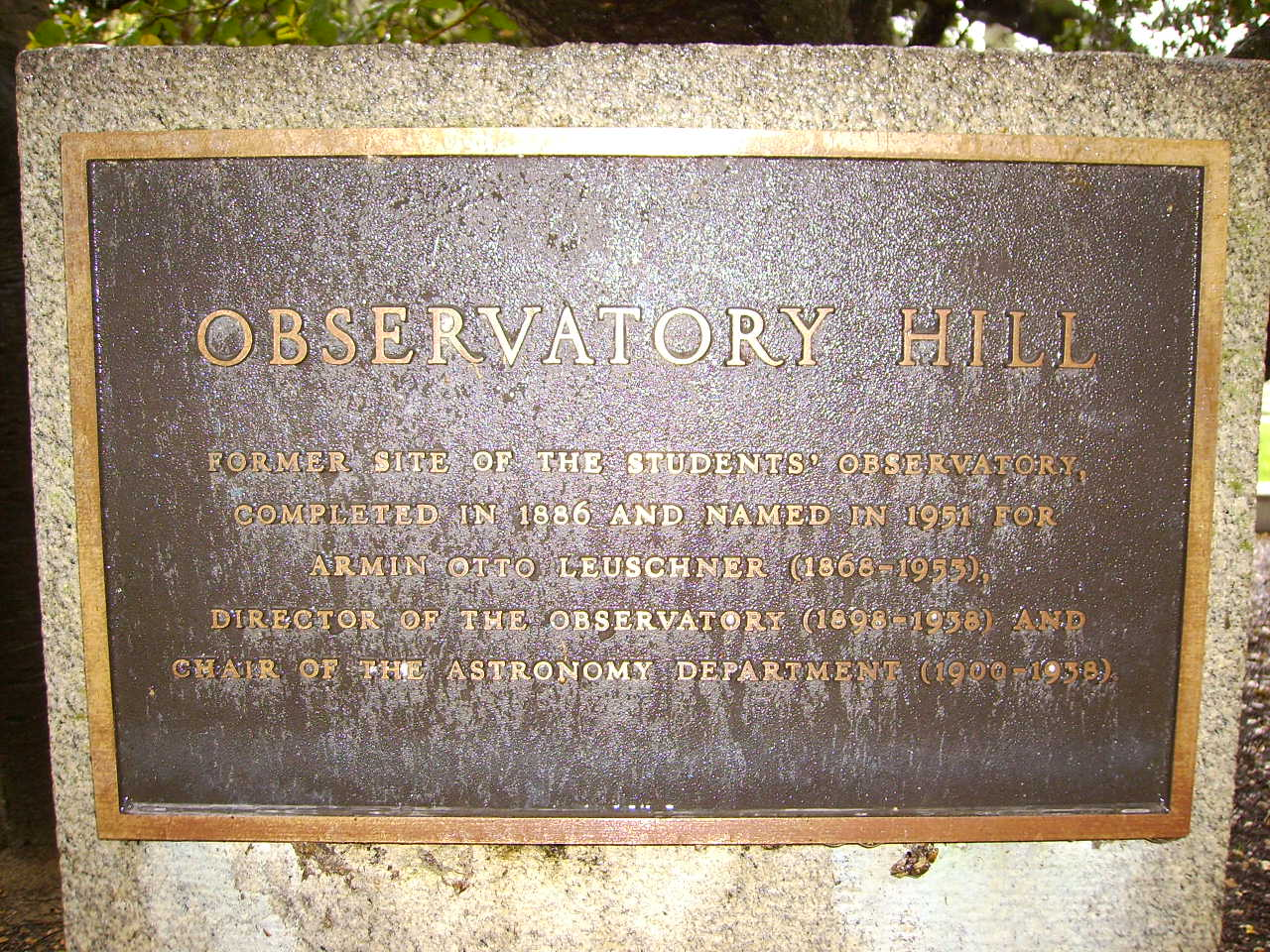
Targa nel sito originale dell'Osservatorio degli Studenti

L'Osservatorio degli Studenti è stato costruito nel 1886 nel campus di Berkeley, utilizzando i fondi forniti dalla Legislatura della California affinché l'osservatorio fornisse formazione pratica agli ingegneri civili. Molto rapidamente l'osservatorio divenne uno strumento di addestramento per gli studenti di astronomia, in modo che fossero preparati per poter in seguito utilizzare le strutture dell'Osservatorio Lick. Ciò contribuì alla separazione dei dipartimenti di ingegneria civile e astronomia a metà degli anni 1890, con l'Osservatorio degli Studenti che divenne la sede del Dipartimento di Astronomia di Berkeley.
Nel 1898 Armin Otto Leuschner fu nominato direttore dell'Osservatorio degli Studenti, incarico che mantenne fino al suo pensionamento nel 1938. Durante questo periodo l'osservatorio divenne un importante centro per il calcolo delle orbite di comete, pianeti minori e satelliti. L'astronomo Simon Newcomb disse che Leuschner aveva organizzato il dipartimento e l'osservatorio in "una scuola completa di astronomia, della quale [...] non esiste niente di meglio". In suo onore l'Osservatorio degli Studenti fu ribattezzato Osservatorio Leuschner nel 1951. Dopo le sue dimissioni l'osservatorio fu diretto da astronomi molto stimati, tra cui Otto Struve dal 1950 al 1959 e Louis G. Henyey dal 1959 al 1964. Lo Space Sciences Lab, che collabora al programma SETI, iniziò le operazioni nel 1960 presso l'Osservatorio Leuschner, fino a quando non ottenne una sede permanente sulle colline di Berkeley nel 1966.
Nel 1965, l'osservatorio fu trasferito sulle colline di Lafayette, in California, sui 283 acri (1,15 km²) della Riserva Russell. Nel 1968 l'osservatorio fu dotato di un nuovo telescopio Ritchey-Chrétien da 30 pollici (76 cm), costruito dai Laboratori Tinsley. Da allora l'osservatorio è utilizzato come banco di prova per una grande varietà di esperimenti e strumenti. Il predecessore del Katzman Automatic Imaging Telescope, un telescopio automatizzato finalizzato alla ricerca di supernove, è stato testato presso l'Osservatorio Leuschner nei primi anni '90, e all'inizio degli anni 2000 il primo prototipo dei telescopi utilizzati presso l'Allen Telescope Array è stato presentato al Leuschner. Il telescopio da 76 cm dell'Osservatorio Leuschner continua ad essere regolarmente utilizzato nell'istruzione astronomica universitaria, mentre il telescopio da 20 pollici (51 cm) è stato dismesso. Nel 2012 il dipartimento di fisica e astronomia della San Francisco State University ha acquistato il telescopio da 76 cm. Lo staff delle due università che gestiscono l'osservatorio ha rinnovato ed aggiornato le componenti meccaniche portanti ed il sistema di controllo del telescopio più grande; la San Francisco State ha anche installato una stazione di osservazione remota situata nel suo campus di San Francisco, spesso affetto da nebbia.

## Strumentazione

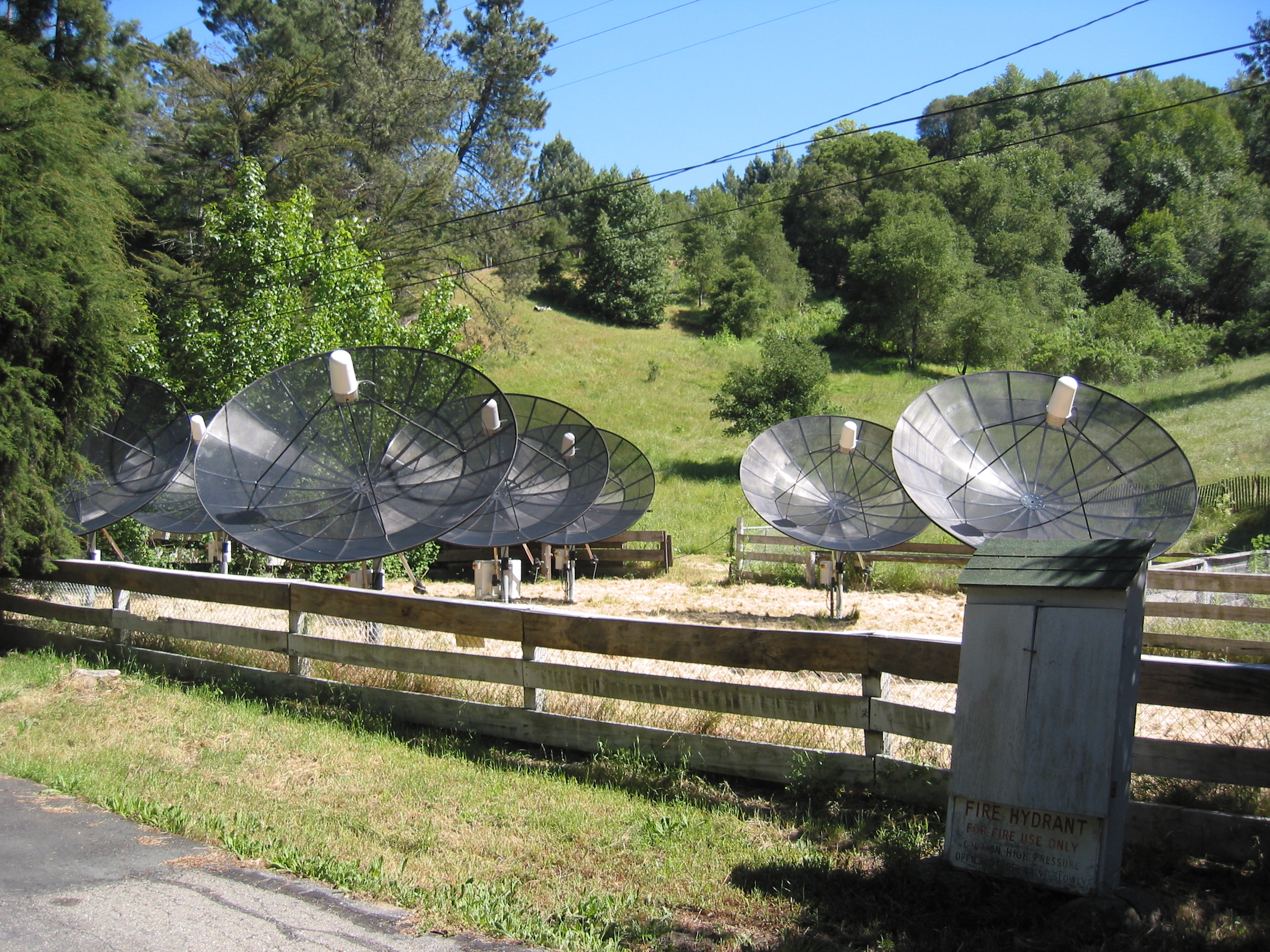
Rapid Prototype Array all'Osservatorio Leuschner.

### Ottico/infrarosso
L'Osservatorio Leuschner ospita due telescopi ottici, uno con un diametro di 76 cm e l'altro con un diametro di 51 cm. A partire dal 2010 quello da 51 cm non è più utilizzabile, mentre quello da 76 cm è in fase di aggiornamento. Il telescopio da 76 mm è del tipo Ritchey-Chrétien ed è dotato sia di un dispositivo ad accoppiamento di carica (CCD) per osservazioni in luce visibile che di un rilevatore di infrarossi, fabbricato nel 2000 allo scopo di creare un corso di laboratorio sugli infrarossi per gli studenti universitari. Entrambi i telescopi ottici sono inoltre dotati di sistemi di controllo che ne consentono l'automazione, il che significa che le osservazioni vengono effettuate con il minimo intervento umano.

### Radio
L'Osservatorio Leuschner ospita un radiotelescopio da 3,6 metri. Il telescopio era uno dei prototipi dell'Allen Telescope Array che sono stati testati a Leuschner, e da allora è stato utilizzato nel laboratorio di radioastronomia universitario. Il telescopio opera tra i 1320 e i 1740 MHz e utilizza uno spettrometro a 8192 elementi, con risoluzione spettrale di circa 1,5 kHz e una larghezza di banda di 12 MHz. Il suo intervallo di funzionamento gli consente di essere utilizzato per osservare la linea a 21 cm dell'idrogeno nonché le linee spettrali degli ossidrilici.

## Ricerche e scoperte

### Determinazione delle orbite
La ricerca presso l'Osservatorio degli Studenti sotto la direzione di A.O. Leuschner si è concentrata principalmente sull'astrometria al fine di determinare le orbite delle comete appena scoperte. Quando Clyde Tombaugh riportò la scoperta di Plutone nel 1930, Leuschner iniziò ad osservarlo utilizzando gli strumenti dell'Osservatorio degli Studenti per determinarne l'orbita. A pochi mesi dalla sua scoperta, Leuschner gettò il primo dubbio sullo stato di Plutone come pianeta, suggerendo invece che non fosse chiaro se Plutone fosse un grande asteroide, un pianeta o una cometa. In seguito ad alcune settimane di osservazione all'Osservatorio degli Studenti, lui e i suoi studenti Fred Whipple e Ernest Clare Bower hanno determinato i parametri orbitali di Plutone e un limite superiore di metà della massa della Terra. Questa massa significava che Plutone non era sufficientemente massiccio per essere il pianeta X ritenuto causa di discrepanze tra l'orbita prevista e quella osservata di Nettuno.

### Supernove
L'osservatorio è stato per un po' sede di due rilevatori automatizzati di supernove. Il Berkeley Automated Supernova Search (BAIT), guidato da Saul Perlmutter, ha usato il telescopio da 76 cm del Leuschner per scansionare i cieli notturni alla ricerca di supernove. Il Leuschner Observatory Supernova Search (LOSS) è iniziato nel 1992, quando anche il BAIT stava cercando supernove, in questo caso sotto la guida dell'astronomo Alex Filippenko. Entrambi sono stati utilizzati come terreno di prova per ricerche automatizzate in altri siti, con BAIT che alla fine è stato sostituito dal Katzman Automatic Imaging Telescope, situato presso l'Osservatorio Lick. Negli anni in cui LOSS operava dall'Osservatorio Leuschner ha scoperto SN 1992bt, SN 1993G, SN 1993R, SN 1993X, SN 1993Z, SN 1994D e SN 1994ae.
Il telescopio da 76 cm è stato utilizzato anche come parte di un programma chiamato Hands-On Universe, il quale consente agli studenti delle scuole elementari e superiori di richiedere osservazioni al telescopio. Alla fine di marzo 1994 due studenti delle scuole superiori di Oil City, in Pennsylvania, chiesero di effettuare osservazioni della Galassia Vortice. Quando alcuni giorni dopo gli astronomi scoprirono SN 1994I nella galassia si resero conto che le osservazioni fatte dall'Osservatorio Leuschner avevano catturato le prime immagini della supernova. Inoltre le immagini hanno fornito agli astronomi alcuni dei primi dati sulle curve di luce delle supernove mai registrati.

### SETI
L'Osservatorio Leuschner è anche sede di un esperimento ottico del SETI, condotto sotto la direzione dell'astronomo Dan Werthimer. Il programma consiste in una ricerca mirata di impulsi luminosi di breve durata intorno a 2500 stelle vicine utilizzando il telescopio da 76 cm automatizzato. Sforzi simili vengono effettuati presso l'Osservatorio Lick utilizzando il telescopio Nickel. Anche la prima ricerca SETI con indagine ottica è stato condotta all'Osservatorio Leuschner nel 1979.

### Maffei 1 e 2
Nel 1968, l'astronomo italiano Paolo Maffei riferì di aver osservato due strani oggetti. Uno studente laureato a Berkeley ha usato il telescopio dell'Osservatorio Leuschner per effettuare la prima identificazione dei due oggetti, classificandoli come galassie ellittiche. Constatata la loro natura galattica, i due oggetti furono chiamati Maffei 1 e Maffei 2. Nell'indagare la natura degli oggetti gli astronomi si resero conto che erano oggetti molto vicini, forse appartenenti al Gruppo Locale. Nonostante alla fine l'appartenenza al Gruppo Locale delle due galassie è stata esclusa, Maffei 1 è riconosciuta come la grande galassia ellittica più vicina a noi.

### Nemesis
Nel 1984 i paleontologi David M. Raup e Jack Sepkoski suggerirono che le grandi estinzioni sulla Terra seguissero una tendenza periodica. Richard Muller, professore di fisica a Berkeley, faceva parte di un team che suggeriva che il Sole avesse una stella compagna invisibile che causava questa periodicità, con questo ipotetico compagno chiamato Nemesis. Muller era già coinvolto nelle ricerche automatizzate di supernove in corso all'Osservatorio Leuschner, e iniziò la ricerca di Nemesis utilizzando i suoi telescopi ottici.